# جشنة مصفرة البطن
جشنة مصفرة البطن (الاسم العلمي: Anthus rubescens) (بالإنجليزية: Buff-bellied Pipit)‏ هو طائر صغير من الجواثم ينتمي لفصيلة التمرة وأم عجلان.